# Chamanthedon ochracea
Chamanthedon ochracea is een vlinder uit de familie wespvlinders (Sesiidae), onderfamilie Sesiinae.
Chamanthedon ochracea is voor het eerst wetenschappelijk beschreven door Walker in 1865. De soort komt voor in het Afrotropisch gebied.